# منظار بريطانيا

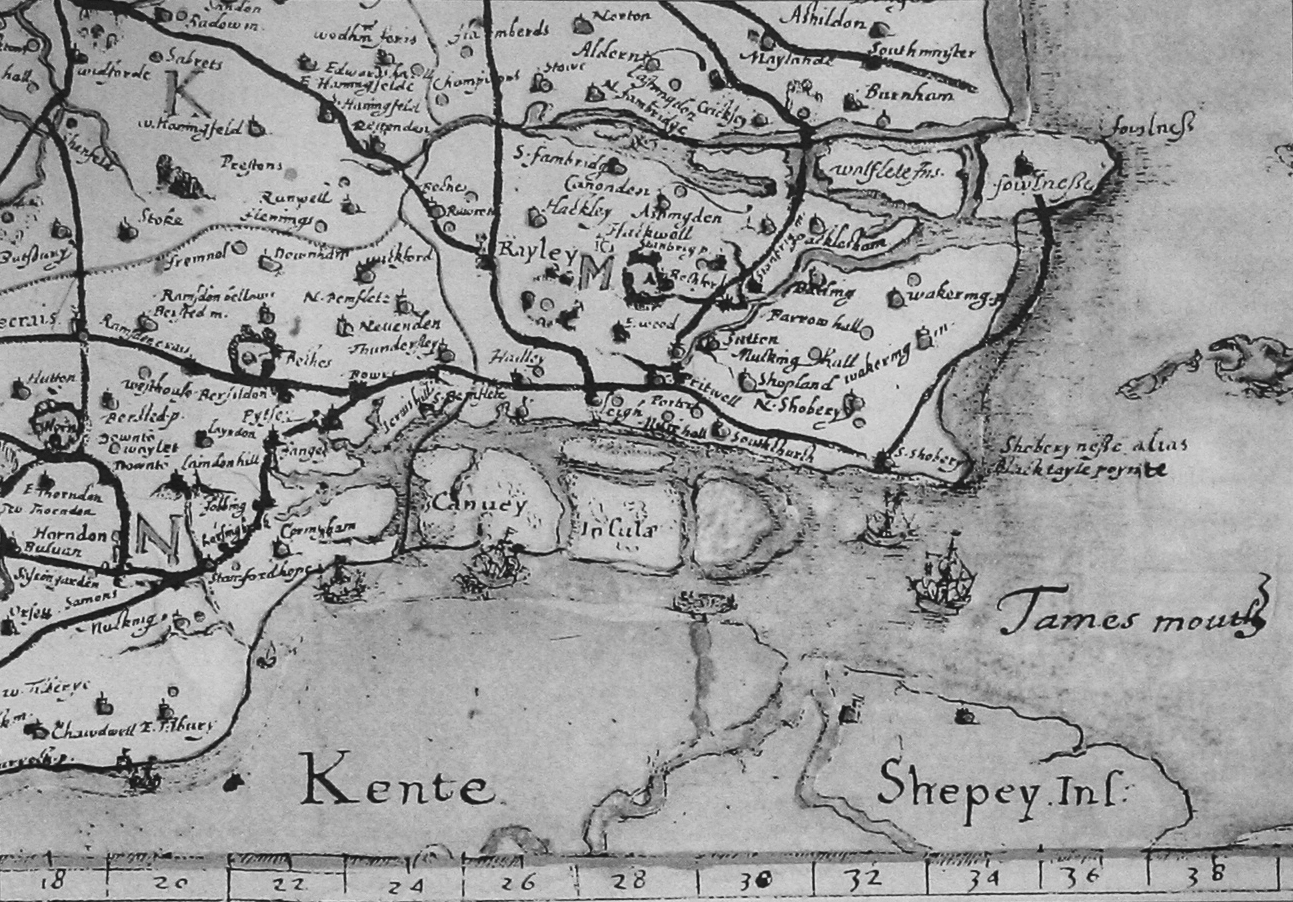
خريطة نوردن لجنوب إسكس من منظار بريطانيا

منظار بريطانيا (Speculum Britanniae) («مرآة بريطانيا»)، تم نشره في لندن منذ عام 1593، وهو وصف جغرافي غير مكتمل لبريطانيا قام بوضعه جون نوردن (1548—1625). وكان من المفترض أن يأخذ هذا الوصف شكل مجموعة من خرائط المقاطعة، مصحوبة بوصف مكتوب لكل مكان. وقد كان نوردن مساحًا وعالمًا جغرافيًا، وكانت الكتابات الوصفية ينظر إليها دائمًا على أنها لها دورًا ثانويًا، حيث كانت أبسط بكثير من الأعمال السابقة الأخرى التي تناولت تاريخ المقاطعة. ومع ذلك، فقد كانت تعتمد على الملاحظة الواضحة والمباشرة، وقد سجل نوردن كل التفاصيل الطوبوغرافية والأثرية المهمة، ومنها شعارات النبالة الخاصة بـ المقابر والمواقع الأثرية.
وقد تم نشر السلسلة الأولى، منظار بريطانيا: الجزء الأول: وصف تاريخي وجغرافي لمقاطعة ميدلسيكس، في عام 1593. وقد تم نشر الثانية، الجزء الخاص بمنظار بريطانيا: وصف هارتفوردشاير، في عام 1598. وفي عام 1595، كتب نوردن «وصف جغرافي» لـ ميدلسيكس وإسكس وسوري وساسكس وهامبشاير ووايت وجورنسي وجيرسي، كمخطوطة مقدمة للملكة إليزابيث (الآن مضاف للمكتبة البريطانية برقم MS 21853)، ولكن لم يتم نشرها. (ولكنه قام بنشر خرائط ساري وهامبشير وساسكس وربما خرائط كينت فقط). وفي عام 1596، قام بنشر تفسير وإيضاح للمشروع ككل بوصفه منظار بريطانيا: مقدمة إعدادية لهذا العمل. وفي عام 1604، قام بتقديم وصف أكثر توسعًا للملك جيميس الأول وكذلك تسع خرائط لولاية كورنوول (وتم نشره فيما بعد في عام 1728). وقد تمت طباعة وصف لنورثهامبشاير في عام 1720(وقام بعمل استقصاء عليه في عام 1590، وأكمله بحلول 1610)، وكذلك قام في نهاية الأمر بنشر وصف إسكس في عام 1840(ذو صلة بما ورد في «الوصف الجغرافي» ولكنه يختلف عنه).
وكانت فكرة عمل يتمثل في عكس «مرآة» لأرض ما أو حتى مقاطعة معينة ذات أفكار محددة هي سبب الانتشار الواسع لـ «أدب المرايا» في العصور الوسطى.